# Ciudad deportiva Anoeta
La Ciudad Deportiva Anoeta está situada al sur de la capital de Guipúzcoa en San Sebastián, concretamente en el barrio de Amara junto a la autovía N-1.
Además del Estadio Municipal de Anoeta en la Ciudad Deportiva se encuentran las siguientes instalaciones:

## Instalaciones Deportivas
- Palacio de Hielo Txuri Urdin
- Velódromo Antonio Elorza
- Miniestadio Municipal de Anoeta
- Polideportivo Municipal José Antonio Gasca
- Polideportivo Municipal Piscinas Paco Yoldi
- Frontón Municipal de Anoeta
- Frontón Municipal Atano III
- Sala Municipal de Tiro con Arco
- Sala Municipal de Tiro Neumático
- Sala Municipal de Artes Marciales
- Centro de Tecnificación de Ajedrez

## Club Deportivos
Club Hockey Hielo Txuri Urdin

## Centros Culturales
- Centro Cultural Ernest LLuch
- Museo de la Real Sociedad

## Administración Pública
- Centro de Información Juvenil
- Kirol-Etxea
- Donostia Kirola